# サイン (曲)
「サイン」は、BENIのユニバーサルミュージック移籍第6弾シングル。全シングルの14枚目である。

## 概要
前作から約4か月ぶりとなるシングル。松任谷由実の「春よ、来い」にインスパイアされた、そしてその曲のピアノフレーズをサンプリングした。
2009年12月15日に演奏したコンサート「BENI 『Bitter&Sweet』 RELEASE TOUR 2009 FINAL」のアンコールで初パフォーマンスされた。シングルは商業施設丸井の新たなファッション・ブランド「MURUA」とプロモーションタイアップ。マルイ渋谷の館内で、2009年12月26日からモニターが「サイン」のPVが流れ、BENI映像の特大ポスターがはられている。

## 収録曲
1. サイン
  - 作詞：BENI・吉野昌隆　作曲：BENI・吉野昌隆・松任谷由実
2. Gon' luv u
  - 作詞：BENI、作曲・編曲：今井大介
3. KIRA☆KIRA☆ DJ HASEBE REMIX
  - 作詞：藤林聖子・今井大介、作曲：今井大介、編曲：DJ HASEBE
4. サイン (Instrumental)
  - 作詞：BENI・吉野昌隆　作曲：BENI・吉野昌隆・松任谷由実